# 사쿠라이 후가
사쿠라이 후가(일본어: 櫻井 風我, 2000년 9월 11일~)는 일본의 축구 선수이다.

## 구단 경력
그는 2023년 J3리그의 츠바이겐 가나자와에 입단했다.